# Миров (город)
Миров (нем. Mirow) — город в Германии, в земле Мекленбург-Передняя Померания.
Входит в состав района Мекленбург-Штрелиц. Подчиняется управлению Мекленбургише Клайнзеенплатте.  Население составляет 3423 человека (на 31 декабря 2010 года). Занимает площадь 84,08 км². Официальный код  —  13 0 55 044.

## Галерея

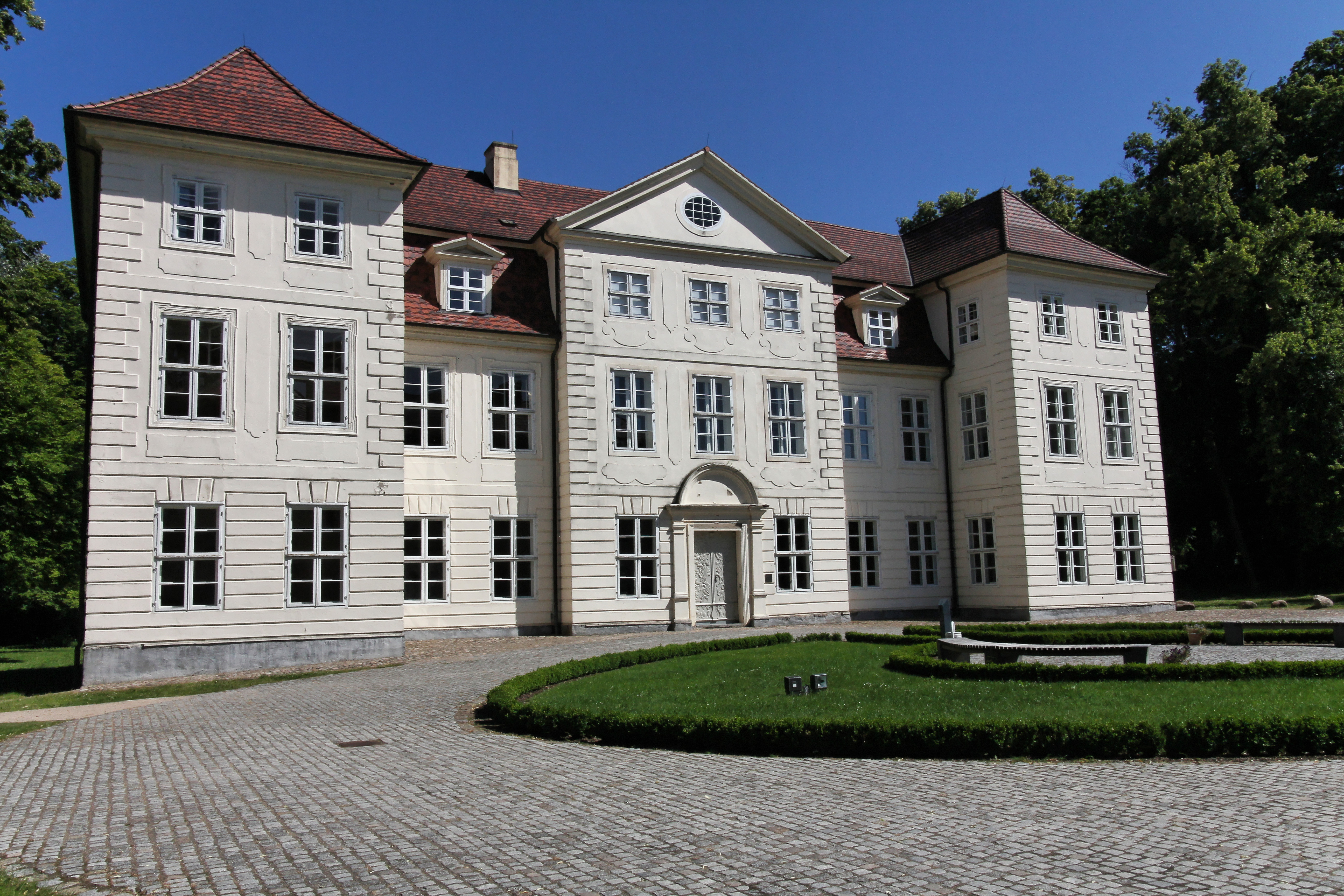
Барочный и ранний классический Замок Мирова, стоящий на Замковом острове внутри озера Мировер Зее
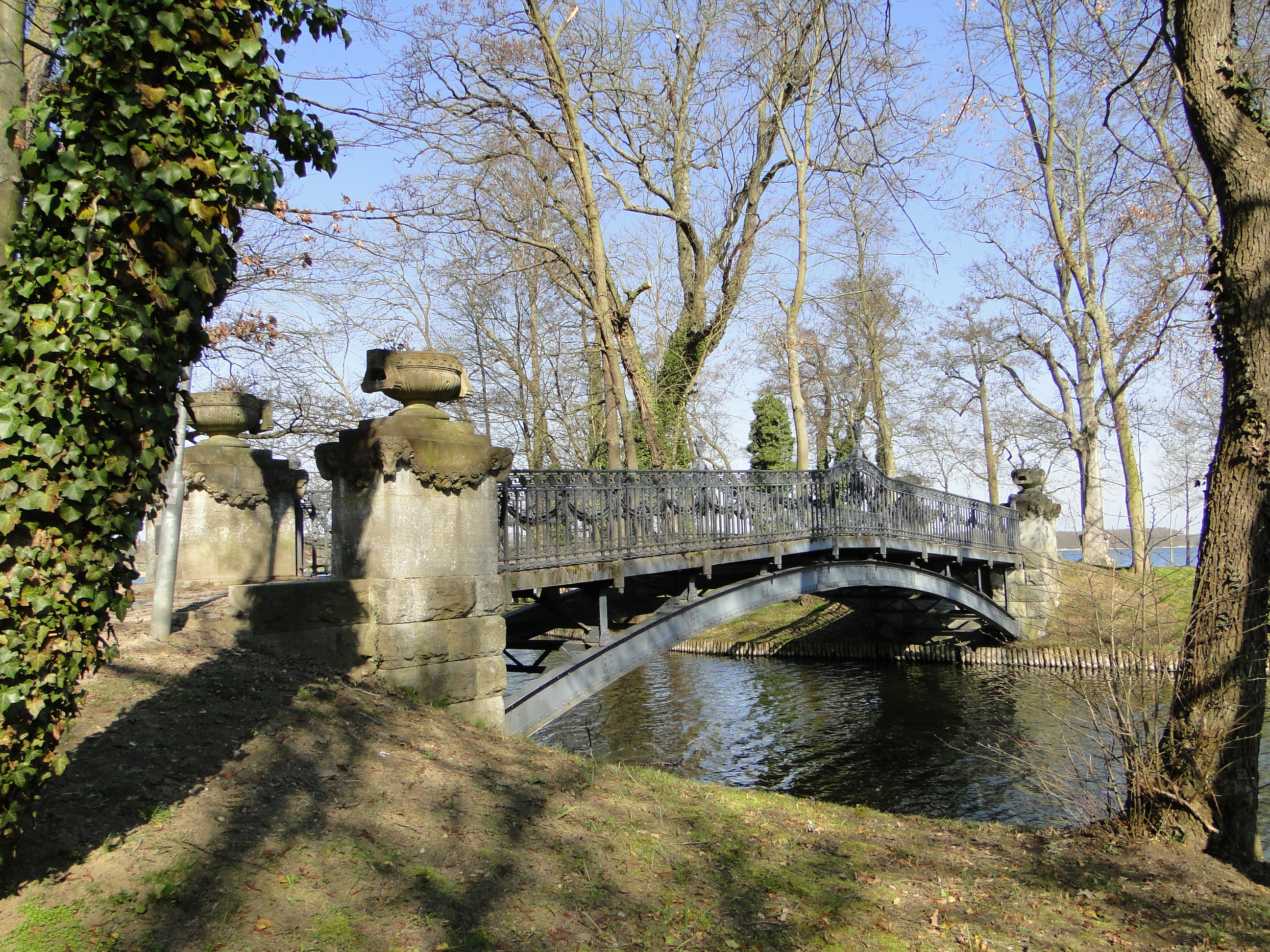
Мост, соединяющий Замковый остров Мирова с Островом Любви
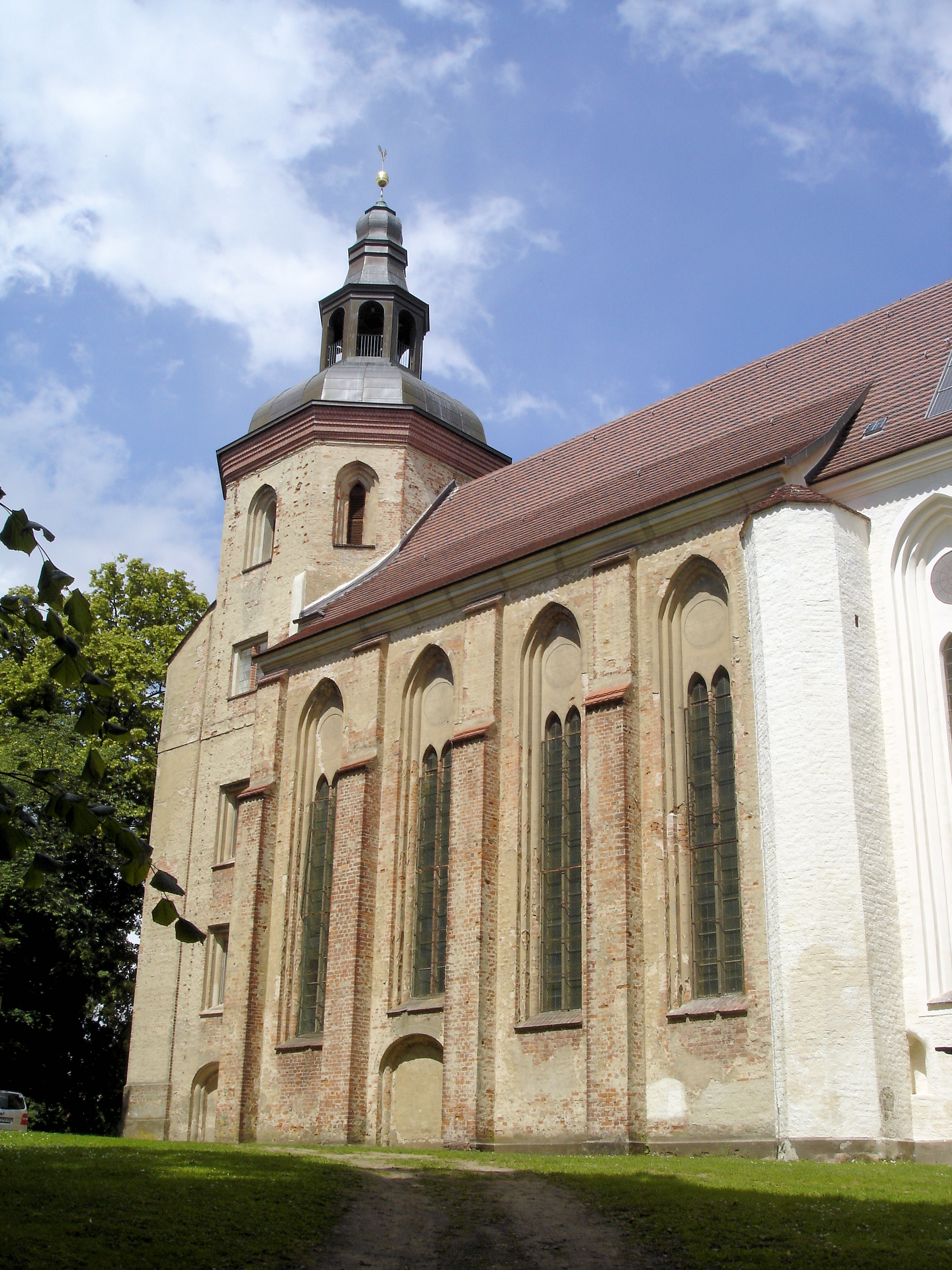
Замковая церковь Мирова
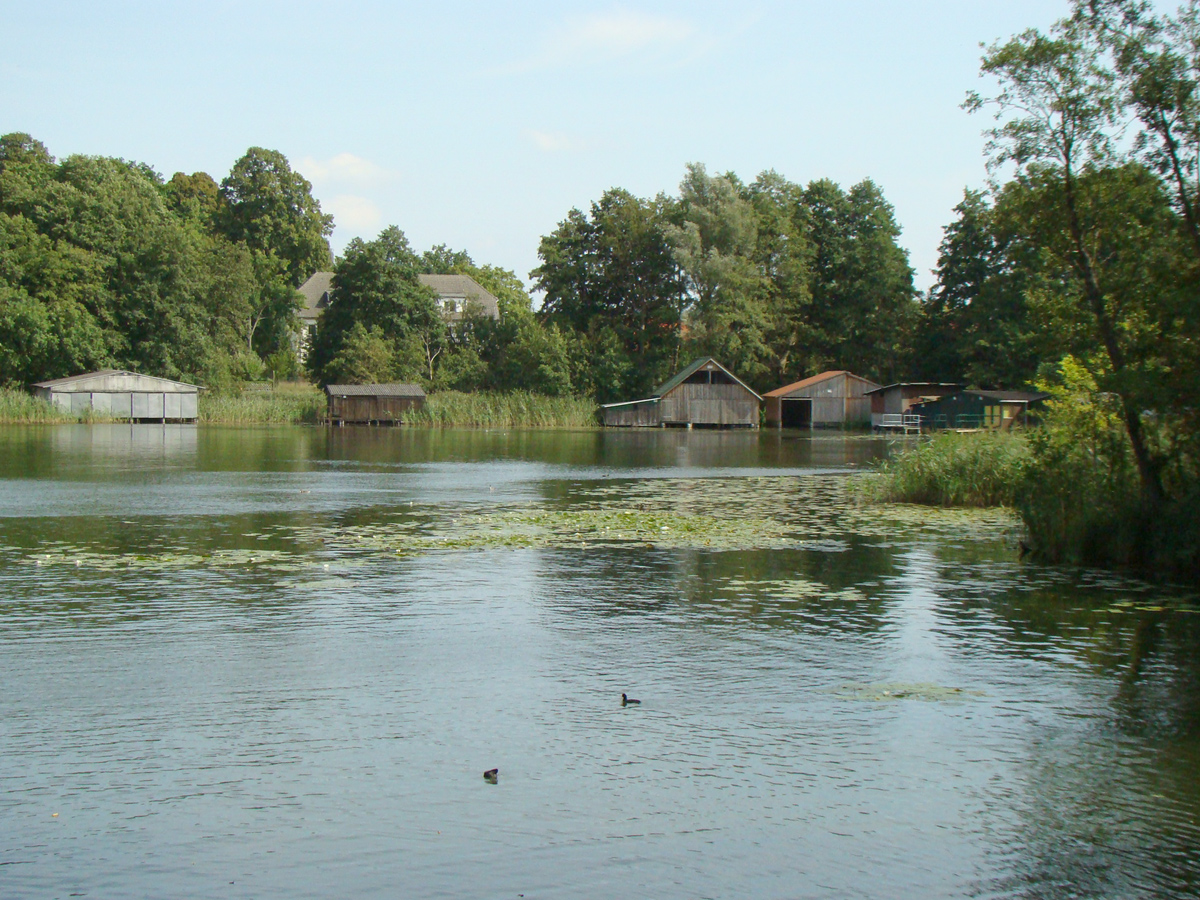
Лодочные дома на Мировер Зее
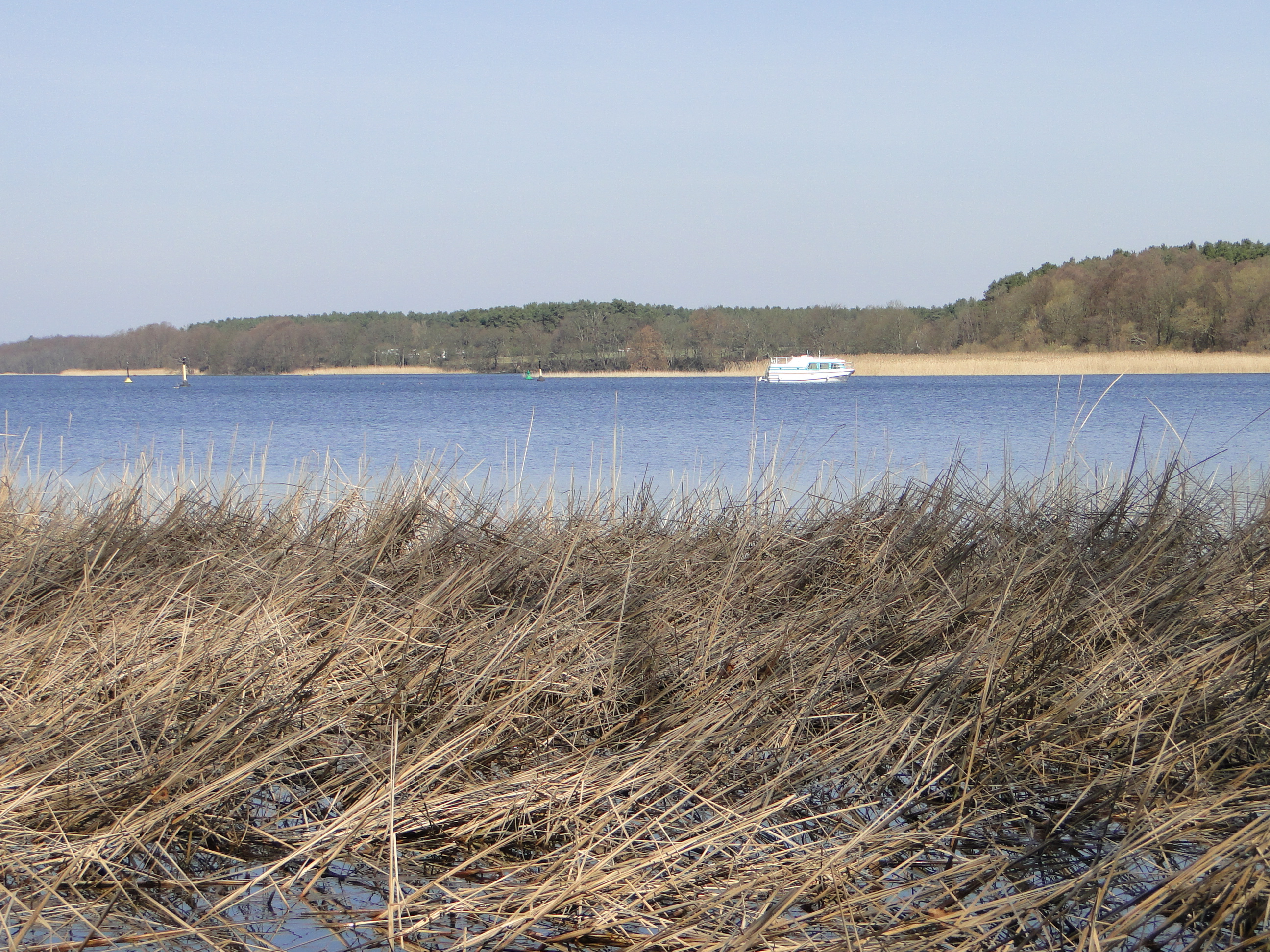
Вильзее
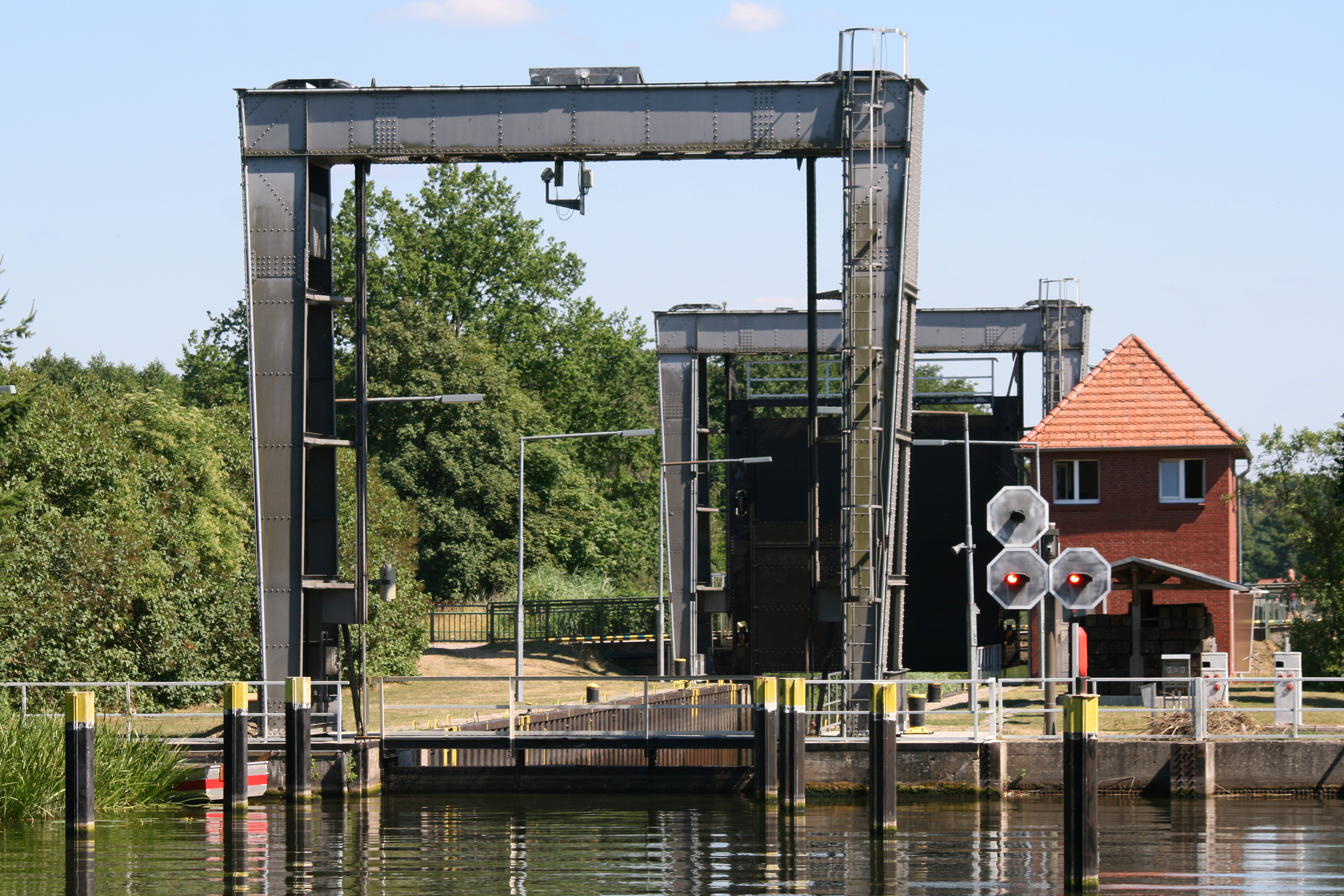
Водные врата на водном пути Мюриц-Эльде